# 仲宗根正和
仲宗根 正和（なかそね まさかず、1936年12月1日 - 2022年1月21日）は、日本の政治家。元沖縄県沖縄市長（2期）。

## 来歴
沖縄県中頭郡越来村（のちコザ市、現・沖縄市）胡屋出身。沖縄国際大学卒。コザ市役所に入り、沖縄市財政課長、企画部参事、総務、福祉、企画、建設の各部長、東部海浜開発局長を経て、1998年の沖縄市長選挙に立候補し、現職を破って初当選する。2002年に再選。沖縄市長を2期務め、2006年に退任した。2022年1月21日、老衰のため、うるま市内の施設で死去した。85歳没。死没日を持て正六位に叙された。

## 栄典
- 2007年 - 旭日双光章[3]